# Yiánnis Zisimídis
Ioánnis Zisimídis (en grec : Ιωάννης Ζησιμίδης), souvent appelé Yiánnis Zisimídis (Γιάννης Ζησιμίδης) ou Yannákis Zisimídis (Γιαννάκης Ζησιμίδης), né le 17 août 1967, est un athlète chypriote, spécialiste du 100 m.
Aux Jeux méditerranéens, il est médaillé d'argent sur le 100 m à Athènes en 1991 et médaillé de bronze sur le 4 x 100 m à Bari en 1997.  
Il participe sur les épreuves de sprint, individuelles ou par équipes, à trois Jeux olympiques, en 1992,1996 et 2000, sans dépasser à chaque fois l'étape des séries.
Son record, toujours record de Chypre, est de 10 s 11, réalisé à Réthymnon le 25 mai 1996.